# Горміти
Горміти (італ. Gormiti) — серія іграшок італійської компанії «Giochi Preziosi». Серія була заснована у 2005 році і складається із фігурок монстрів висотою 5 см, що продаються в комплекті з ігровими картками. Гра розрахована переважно на хлопчиків 4-8 років.
Сюжет Gormiti оповідає про перипетії на магічному острові Гормі, де тривалий час племена чотирьох непереможних покровителів стихій (землі, лісу, води і повітря) жили в повній згоді і гармонії. До тих пір, поки в їх щасливе життя не втрутилися сили зла - п'ята стихія вулканічного походження. Конфлікти між племенами складають основу настільних рольових ігор Gormiti.
У кожної фігурки є число (1 — 10) надруковане на нижній частині стопи. У карт також є числа сили. Щоб грати, треба додати число на своїй фігурці до числа на відповідній ігровій карті. У грі перемагає той, у кого виходить найбільша сума.
За мотивами настільної гри було знято мультиплікаційний серіал, який став хітом в Італії і Франції. У США показ було розпочату у жовтні 2009 року на Cartoon Network. Наразі показано 3 сезони: 
- 1. Gormiti: The Lords of Nature Return!
- 2. Gormiti: Elemental Fusion!
- 3. Gormiti: The Supreme Eclipse Era

Завдяки інвестиціям Джокі Преціозі в платформу, компанія Engine Software розробила три відеоігри Gormiti для портативного комп'ютера DigiBlast між 2006 і 2007 роками.
A Gormiti: Lords of Nature для Nintendo DS та Wii була випущена Konami у вересні 2010 року і значною мірою заснована на першому сезоні мультфільму.